# Sentier de grande randonnée 12 (Espagne)

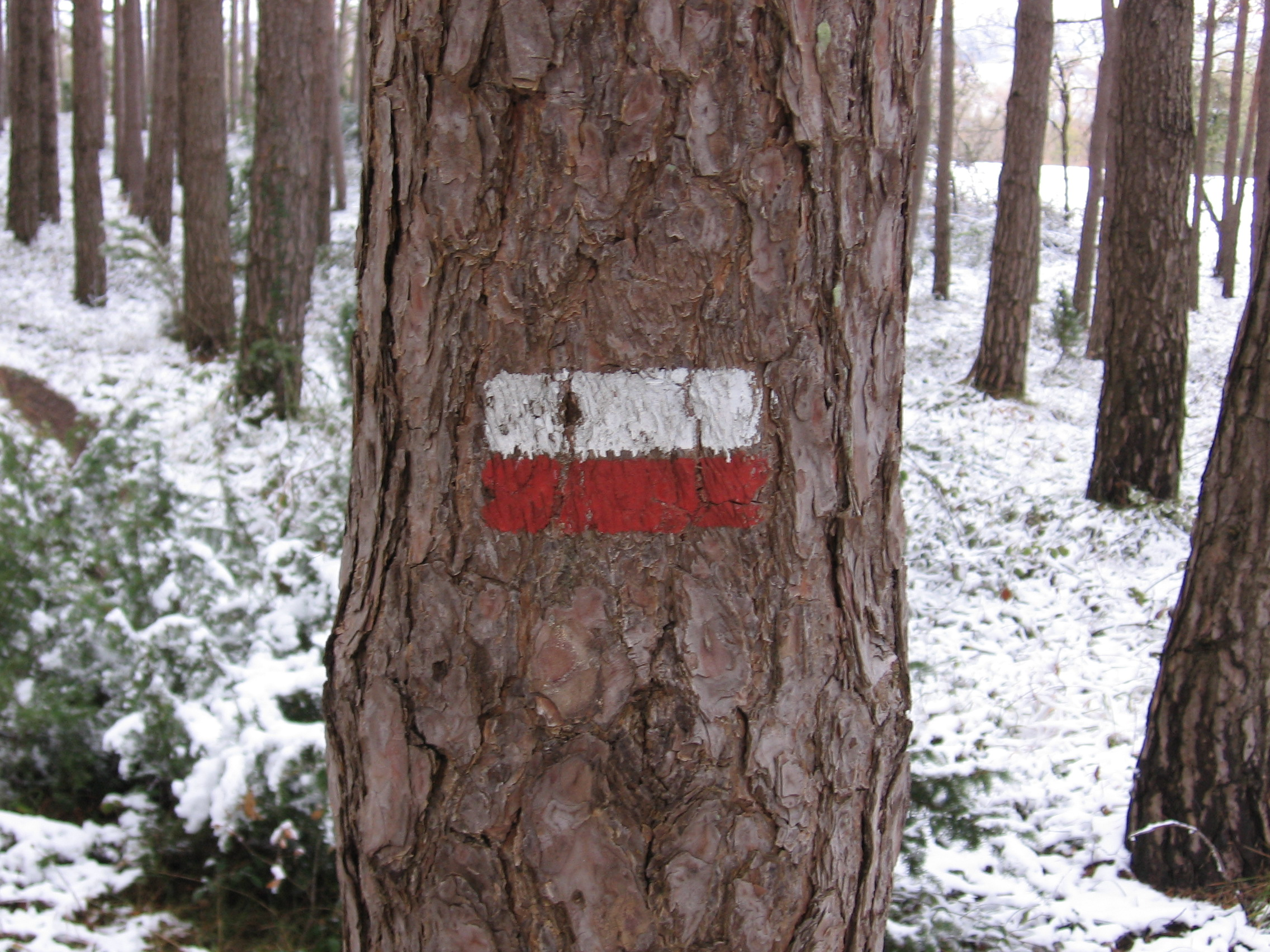
Marque sur un tronc d'arbre.

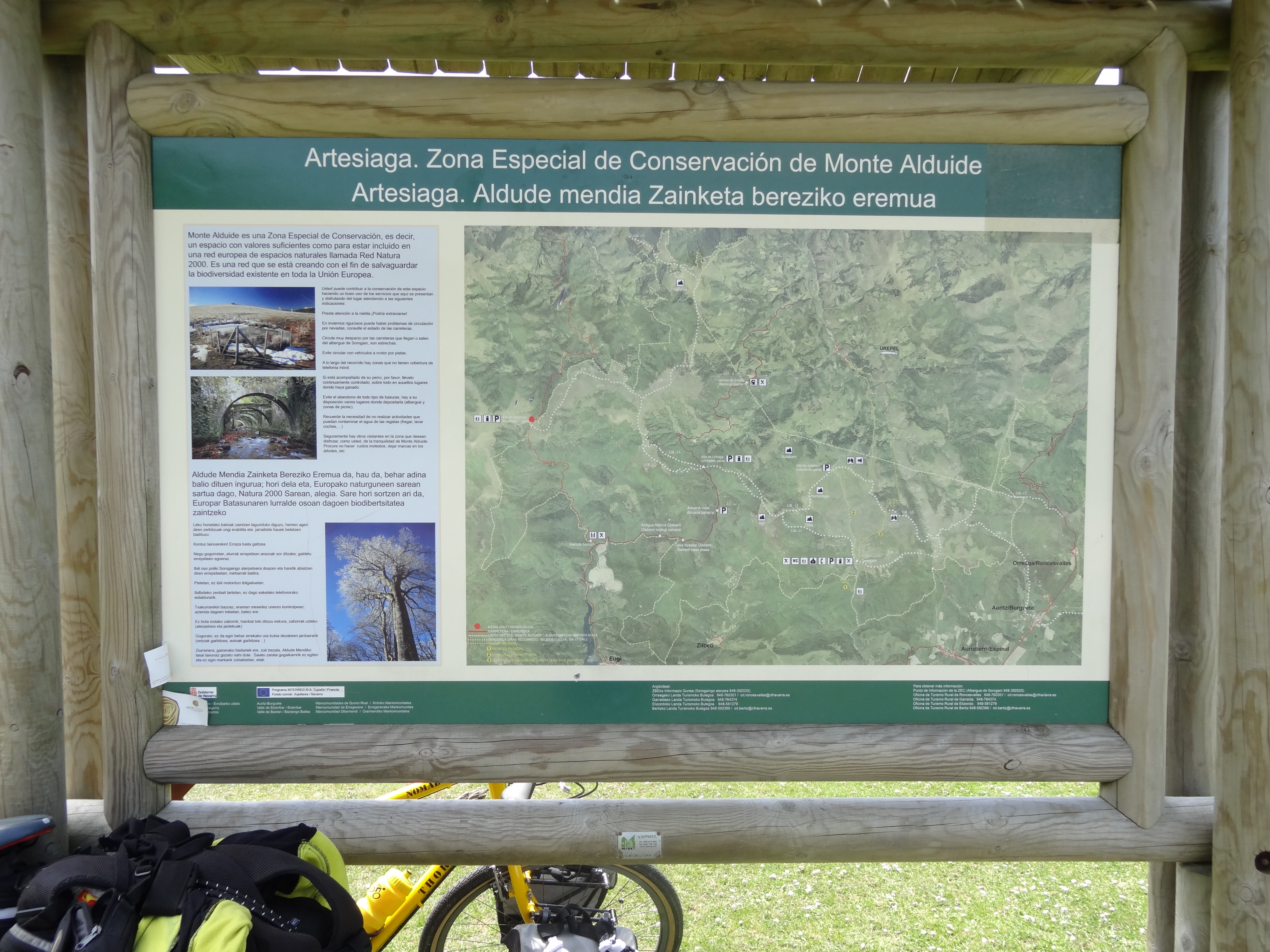
À Artesiaga, une carte de montagne montrant une partie du parcours du GR 12.

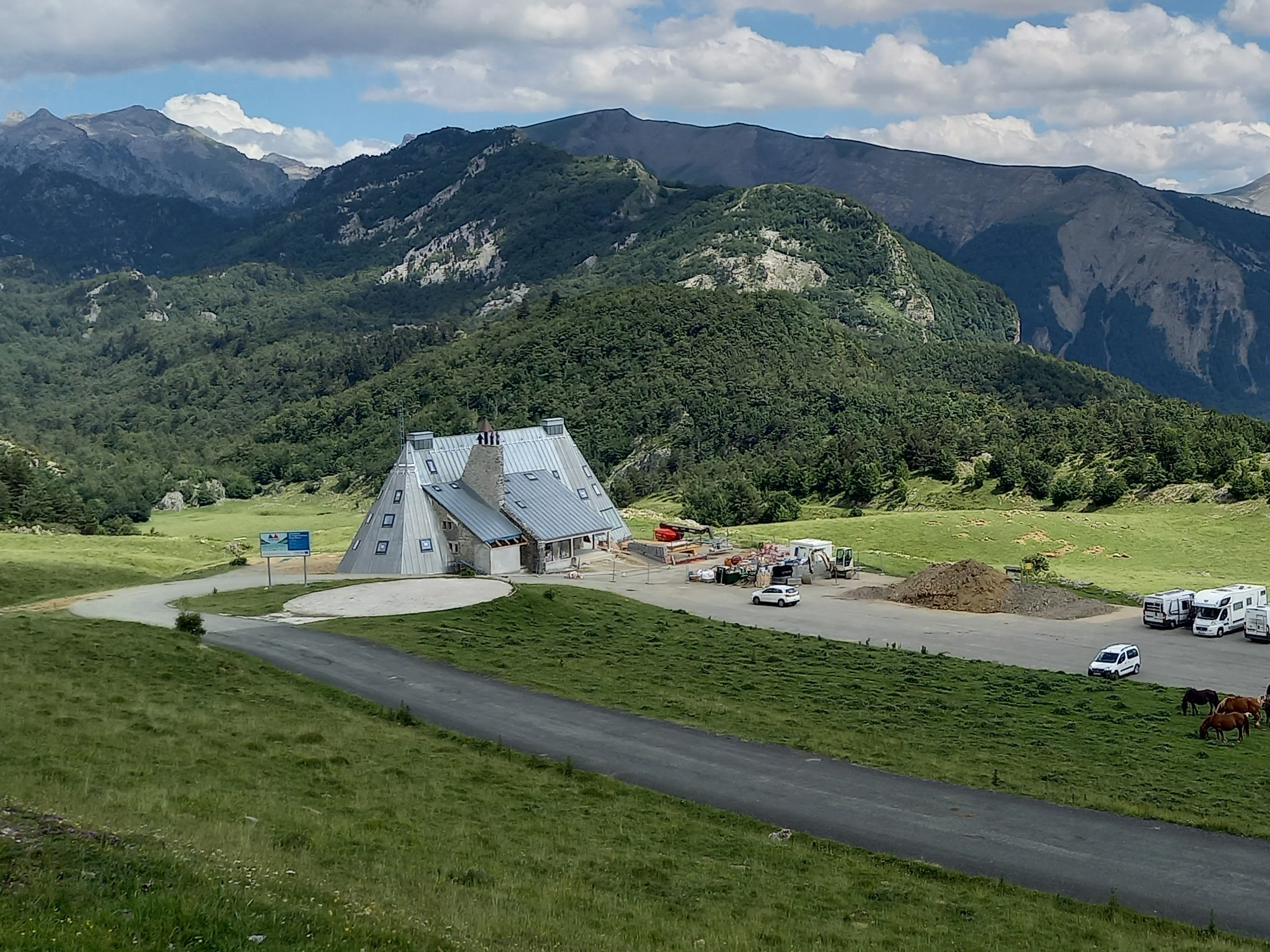
L'auberge de Belagua rénovée.

Le GR 12 ou sentier de la ligne du partage des eaux du Pays basque est un itinéraire qui traverse latéralement le Pays basque. C'est un sentier qui suit la ligne de partage des eaux et dont les eaux au nord se jettent dans l'océan Atlantique et au sud dans la mer Méditerranée. 
Le GR-12 croise d'autres sentiers de grande randonnée de la région, comme le GR-121 ou (tour du Guipuscoa ou Giguzkoako Itzulia), le GR-20 (tour d'Aralar ou Aralarko Bira ), le GR-35 (chemin de la Transhumance ou Transhumantziaren Bidea) ou le GR-282 (chemin du Berger ou Artzaintza Naturbidea).

## Itinéraire
| Étape | de                            | à                             | Distance | ↑        | ↓        |
| ----- | ----------------------------- | ----------------------------- | -------- | -------- | -------- |
| 1     | Refuge de Belagua             | Refuge de Belagua             | 22,4 km  | 1 125 m  | 1 125 m  |
| 2     | Refuge de Belagua             | Zazpigaineko txabola          | 24,4 km  | 1 000 m  | 970 m    |
| 3     | Zazpigaineko txabola          | Refuge d'Azpegi (Orbaizeta)   | 25,1 km  | 1 080 m  | 1 540 m  |
| 4     | Refuge d'Azpegi (Orbaizeta)   | Refuge de Trona (Luzaide)     | 13,8 km  | 680 m    | 470 m    |
| 5     | Refuge de Trona (Luzaide)     | Zaguako Etxola (Baztan)       | 19,7 km  | 940 m    | 1 010 m  |
| 6     | Zaguako Etxola (Baztan)       | Belate                        | 25,0 km  | 910 m    | 1 210 m  |
| 7     | Belate                        | Lekumberri                    | 25,0 km  | 760 m    | 1 020 m  |
| 8     | Lekumberri                    | Col de Lizarrusti             | 24,8 km  | 810 m    | 760 m    |
| 9     | Col de Lizarrusti             | Refuge de San Adrian (Zegama) | 23,9 km  | 1 230 m  | 970 m    |
| 10    | Refuge de San Adrian (Zegama) | Leintz Gatzaga                | 31,5 km  | 1.010 m  | 1 280 m  |
| 11    | Leintz Gatzaga                | Urkiola                       | 22,6 km  | 1 040 m  | 930 m    |
| 12    | Urkiola                       | Refuge de Gorbeia             | 20,0 km  | 1 060 m  | 710 m    |
| 13    | Refuge de Gorbeia             | Izarra                        | 27,0 km  | 850 m    | 1 320 m  |
| 14    | Izarra                        | Urduña                        | 23,1 km  | 550 m    | 870 m    |
| 15    | Urduña                        | Quincoces de Yuso             | 30,2 km  | 1 060 m  | 700 m    |
| 15    | Refuge de Belagua             | Quincoces de Yuso             | 350 km   | 14 085 m | 14 875 m |